# 褐点石斑鱼
褐点石斑鱼又名棕點石斑魚（学名：Epinephelus fuscoguttatus）为輻鰭魚綱鱸形目鱸亞目鮨科石斑鱼属的鱼类。分布于红海、印度洋非洲东岸至太平洋波利尼西亚、北达琉球群岛、南至澳大利亚、台湾岛以及南海诸岛、澎湖列岛等海域等，棲息深度1-60公尺，體長可達120公分，属于暖水性近岸及珊瑚礁鱼类，生活在水質清澈的珊瑚礁、潟湖，肉食性，以魚類、頭足類、甲殼類為食，可做為食用魚、養殖魚及觀賞魚，有雪卡魚毒的報告。

## 名稱
褐点石斑鱼俗稱老虎斑，取其外貌像龍躉。

## 扩展阅读
維基物種上的相關：褐点石斑鱼